# Флавій Венанцій Опіліон
Флавій Венанцій Опіліон (*Flavius Venantius Opilio, д/н — після 534) — державний діяч часів королівства остготів.

## Життєпис
Походив зі знатної африканської родини. Молодший син Флавія Руфія Опіліона, консула 453 року. Про дату народження нічого невідомо. Початковій кар'єрі з 500 року завдячує старшому брату Кипріану, а потім родинним зв'язкам через дружини з родом Цецин Деціїв Василів.
У 524 році призначено консулом (з імператором Юстином I). Того ж року був одним зі свідків під час судового процесу проти Боеція в Равенні, чим сприяв своїй кар'єрі. 526 року рушив до Лігурії, де повідомив населенню проти сходження на трон короля Аталаріха.
У 527 році призначено на посаду коміта священних щедрот. За власний рахунок фінансував спорудження базиліки Святого Юліана в Падуї. 529 року був учасником Другого Оранського собору.
У 534 році призначено преторіанським префектом Італії. Того ж року супроводжував патриція Ліберія, який очолив посольство до імператора Юстиніана I.
Подальша доля невідома.